# Vzpomínky na budoucnost
Vzpomínky na budoucnost (s podtitulem Nerozluštěné hádanky minulosti nebo též Nevyřešené záhady minulosti; v originále německy Erinnerungen an die Zukunft: Ungelöste Rätsel der Vergangenheit) je kniha vydaná švýcarským záhadologem Erichem von Dänikenem roku 1968. 
Ústřední myšlenkou knihy je hypotéza, že technologie a náboženství starověkých civilizací byly ovlivněny mimozemskými bytostmi. Podle této teorie byly mnohé technické znalosti a kulturní prvky předány lidstvu návštěvníky ze vzdálených planet, kteří byli tehdejšími lidmi považováni za bohy. Däniken tvrdí, že některé starověké stavby a artefakty vykazují známky technické vyspělosti, která přesahuje úroveň tehdejších známých civilizačních schopností. Z toho vyvozuje, že tyto objekty buď vytvořili mimozemšťané, nebo lidé, kteří od nich získali potřebné znalosti. Mezi často uváděné příklady patří egyptské pyramidy, megalitický komplex Stonehenge či sochy Moai na Velikonočním ostrově. Dalšími objekty jsou například raná mapa světa známá jako Piri Reisova mapa, kterou autor interpretuje jako znázornění Země z pohledu z vesmíru, nebo geoglyfy v peruánské poušti Nazca. Ty jsou podle Dänikena možným pokusem tehdejších lidí napodobit mimozemské struktury, případně má jít o signál, jímž by mohli mimozemšťany přivolat zpět na Zemi.
Knihy se prodalo přes 70 milionů výtisků a byla přeložena do 32 jazyků.